# Allochernes contarinii
Allochernes contarinii är en spindeldjursart som beskrevs av Giuliano Callaini 1991. Allochernes contarinii ingår i släktet Allochernes och familjen blindklokrypare. Inga underarter finns listade i Catalogue of Life.